# Shigeru Miyamoto
Shigeru Miyamoto (宮本 茂, Miyamoto Shigeru, Sonobe, 16 de novembro de 1952) é um produtor e designer de jogos eletrônicos japonês da Nintendo conhecido por ser o criador de algumas das mais bem-sucedidas séries de jogos eletrônicos de todos os tempos, incluindo as séries Super Mario, Donkey Kong, The Legend of Zelda, Star Fox, F-Zero e Pikmin. Ele é amplamente conhecido como um dos designers mais talentosos e influentes da história da indústria de videogames.
Nascido em Sonobe, Japão, Miyamoto formou-se na Faculdade Municipal de Artes Industriais de Kanazawa. Ele originalmente procurou uma carreira como artista de mangás, até desenvolver um interesse em videogames. Com a ajuda de seu pai, entrou para a Nintendo em 1977, depois de chamar a atenção do presidente Hiroshi Yamauchi com seus brinquedos. Miyamoto ajudou a criar arte para o jogo de arcade Sheriff, e mais tarde foi contratado para projetar um novo jogo de arcade, Donkey Kong.

## Biografia
Shigeru Miyamoto nasceu em 16 de novembro de 1952, na cidade japonesa de Sonobe. É o segundo filho do casal Lijake Miyamoto e Hinako Aruha. Desde pequeno gostava de desenhar, pintar e explorar as áreas próximas de sua casa. Mais tarde, inclusive, ele confessou ter baseado grande parte do jogo The Legend of Zelda em explorações que empreendia na infância em cavernas da região. Outra de suas inspirações para games veio do cão de um vizinho, que ficava sempre preso a uma corrente e o amedrontava particularmente: daí surgiu a ideia para o Chain Chomp, o conhecido inimigo da série Mario.
Miyamoto inscreveu-se na Academia de Artes Industriais e Manuais Kanazawa Munice em 1970 e, mesmo que afirmando que os estudos não estavam em primeiro lugar se formou cinco anos depois. Com o diploma de arquitetura em mãos, Shigeru conseguiu uma entrevista com um amigo de seu pai, Hiroshi Yamauchi, o presidente da Nintendo na época, que o contratou como artista e o colocou como um aprendiz no departamento de planejamento. Passou um bom tempo criando o exterior de máquinas de arcades, até começar a criar personagens, coisa que não pararia mais de fazer.
Em 1980, Hiroshi Yamauchi lançou Radar Scope, arcade que foi desenhado por Miyamoto. A NOA (Nintendo of America) havia solicitado três mil unidades da máquina; com o grande fracasso do videogame, ficaram até duas mil unidades do produto estocados. Yamauchi não teve mais prejuízos e decidiu manter as cabines, optando por mudar o jogo. O presidente deu ao novato Shigeru Miyamoto a tarefa de consertar a situação nos Estados Unidos e criar um novo game, que com sorte levaria a empresa ao sucesso.
Miyamoto considerava o Radar Scope um jogo ultrapassado e, percebendo a necessidade de ir atrás de se aprofundar em programação, hardware e eletrônica, decidiu criar algo novo. Inicialmente ele planejou um jogo baseado no personagem Popeye, mas enfrentou problemas com os direitos autorais. Foi então que partiu para uma ideia original — uma que não só revolucionaria os videogames, mas também marcaria a história com personagens icônicos. Assim, no lugar de Popeye, surgiu Donkey Kong: um jogo de plataforma em que JumpMan (nome provisório de Mario) precisava resgatar sua namorada Pauline das garras do gigantesco gorila Donkey Kong.
Com o sucesso, Miyamoto foi escalado para produzir as sequências Donkey Kong Jr., Donkey Kong 3 e para participar de outras produções como Excitebike e Devil World.
O próximo grande game seria Mario Bros., no qual utilizaria Jumpman, trocando o nome para Mario e dando-lhe um irmão chamado Luigi. Yokoi convenceu Miyamoto a usar habilidades especiais para o personagem e a possibilidade de pular grandes alturas sem se ferir, o que levou a alterar alguns aspectos do jogo.
Depois de Mario Bros. Miyamoto trabalhou em diversos games, como Ice Climber e Kid Icarus ao lado de Yokoi. Ele produziu outro game do Mario, chamado Super Mario Bros. e começou a trabalhar em um novo, chamado The Legend of Zelda.
Zelda foi um grande sucesso entre os jogadores de action RPGs, sendo o primeiro título da "nova geração de consoles" a vender mais de um milhão de unidades nos Estados Unidos. Os primeiros jogos da série foram lançados para o Nintendo e Game Boy, saindo na próxima geração para o Super Nintendo The Legend of Zelda: A Link to the Past.
Novos games vão sendo criados até que em 1996, Super Mario, até então um personagem de sprite 2D, ganha pela primeira vez um jogo totalmente em 3D, com um vasto mundo a ser explorado. Era lançado então o Super Mario 64 para o Nintendo 64, novo console de 64 bits da Nintendo.
Mario Kart 64, Star Fox 64, Yoshi's Story, 1080° Snowboarding e F-Zero X foram alguns dos jogos desenvolvidos para o novo console, até que em 1998 surge o que para muitos é considerado como o melhor jogo de videogame já feito até hoje: The Legend of Zelda: Ocarina of Time. Nesta versão do game, Shigeru e seus colaboradores conseguem fazer uma transição de Hyrule e de seus personagens do 2D para o 3D.

## Prêmios
Miyamoto foi o primeiro indicado ao Hall da Fama da Academia de Artes e Ciências Interativas, que premia anualmente produtores de videogames revolucionários. Além disso, estava entre os primeiros que tiveram, em 2004, a honra de receber uma estrela na "Calçada do Game" no San Francisco's Metreon Center (shopping center), uma seção inspirada na Calçada da Fama hollywoodiana.
Em 28 de Novembro de 2006, Miyamoto foi listado pela revista Time na reportagem "60 Anos de Heróis Asiáticos", juntamente com Mahatma Gandhi, Hayao Miyazaki, Madre Teresa, Bruce Lee, e Dalai Lama.
Miyamoto recebeu, em 2007, no Game Developers Choice Awards (uma espécie de Oscar dos criadores de games), o Life Achievement Award (espécie de prêmio pelo "conjunto de sua obra") graças a uma carreira de grandes realizações no mundo dos games, contribuindo com alguns dos mais importantes títulos do setor, como os notórios Mario, The Legend of Zelda e Donkey Kong, além de auxiliar na criação de renomados títulos como Metroid Prime e inovar em quesitos técnicos, como os que resultaram no êxito dos novos consoles da Nintendo, Nintendo DS e Wii.
Shigeru Miyamoto também foi escolhido, em 2007, como uma das "100 Personalidades mais Influentes do Ano" pela revista Time, tendo sido novamente indicado para integrar a lista de 2008 pelos leitores da revista, figurando na 1ª posição na votação aberta ao público.
Em 2019, Miyamoto foi premiado como "Pessoa de Mérito Cultural" pelo governo japonês pelas contribuições no desenvolvimento da indústria dos jogos no Japão.

## Trabalhos
| Ano  | Título                                           | Ocupação                          |
| ---- | ------------------------------------------------ | --------------------------------- |
| 1979 | Sheriff                                          | Artista                           |
| 1980 | Space Firebird                                   | Artista                           |
| 1981 | Donkey Kong                                      | Diretor, designer                 |
| 1981 | Sky Skipper                                      | Designer                          |
| 1982 | Donkey Kong Jr.                                  | Diretor, designer                 |
| 1982 | Popeye                                           | Diretor, designer                 |
| 1983 | Mario Bros.                                      | Diretor, designer                 |
| 1983 | Donkey Kong 3                                    | Diretor, designer                 |
| 1983 | Baseball                                         | Designer                          |
| 1984 | Tennis                                           | Designer                          |
| 1984 | Golf                                             | Designer                          |
| 1984 | Devil World                                      | Diretor, designer, produtor       |
| 1984 | Excitebike                                       | Diretor, designer, produtor       |
| 1984 | Hogan's Alley                                    | Diretor, designer                 |
| 1984 | Wild Gunman                                      | Diretor, designer                 |
| 1984 | Duck Hunt                                        | Diretor, designer                 |
| 1985 | Kung Fu                                          | Diretor, designer                 |
| 1985 | Super Mario Bros.                                | Diretor, designer, produtor       |
| 1986 | The Legend of Zelda                              | Diretor, designer, produtor       |
| 1986 | Super Mario Bros.: The Lost Levels               | Diretor, producer                 |
| 1987 | Zelda II: The Adventure of Link                  | Produtor                          |
| 1987 | Yume Kōjō: Doki Doki Panic (Super Mario Bros. 2) | Designer, produtor                |
| 1988 | Super Mario Bros. 3                              | Diretor, designer, produtor       |
| 1990 | Super Mario World                                | Produtor                          |
| 1990 | F-Zero                                           | Designer, produtor                |
| 1991 | The Legend of Zelda: A Link to the Past          | Produtor                          |
| 1993 | Star Fox                                         | Designer, produtor                |
| 1995 | BS Zelda no Densetsu                             | Designer                          |
| 1996 | Pokémon Red and Blue                             | Produtor                          |
| 1996 | Super Mario 64                                   | Diretor, produtor                 |
| 1996 | Wave Race 64                                     | Produtor                          |
| 1997 | Star Fox 64                                      | Designer, produtor                |
| 1998 | The Legend of Zelda: Ocarina of Time             | Designer, produtor, supervisor    |
| 1999 | Pokémon Snap                                     | Produtor                          |
| 2000 | Paper Mario                                      | Produtor                          |
| 2000 | The Legend of Zelda: Majora's Mask               | Produtor, supervisor              |
| 2001 | Luigi's Mansion                                  | Produtor, conceito original       |
| 2001 | Pikmin                                           | Produtor, conceito original       |
| 2002 | Metroid Prime                                    | Produtor                          |
| 2005 | Nintendogs                                       | Producer, conceito original       |
| 2006 | The Legend of Zelda: Twilight Princess           | Produtor                          |
| 2006 | Wii Sports                                       | Produtor geral                    |
| 2007 | Super Mario Galaxy                               | Produtor, game design concept     |
| 2007 | Wii Fit                                          | Designer, produtor geral          |
| 2011 | Steel Diver                                      | Designer, produtor geral          |
| 2015 | Super Mario Maker                                | Produtor geral, conceito original |
| 2016 | Star Fox Zero                                    | Diretor de supervisão, produtor   |
| 2016 | Super Mario Run                                  | Diretor, produtor                 |
| 2017 | The Legend of Zelda: Breath of the Wild          | Produtor geral                    |
| 2017 | Super Mario Odyssey                              | Produtor executivo                |
| 2021 | Super Nintendo World                             | Diretor criativo                  |
| 2023 | Super Mario Bros. O Filme                        | Produtor                          |
| 2023 | The Legend of Zelda: Tears of the Kingdom        | Produtor geral                    |
| 2023 | Pikmin 4                                         | Produtor geral                    |
| TBA  | The Legend of Zelda (filme live-action)          | Produtor geral                    |